# Moerat Zjazikov
Moerat Magometovitsj Zjazikov (Russisch: Мурат Магометович Зязиков) (Osj (Kirgizische SSR), 10 september 1957) is een Russisch politicus en een voormalig president van de autonome deelrepubliek Ingoesjetië. Hij heeft de militaire rang van luitenant-generaal. Zjazikov is getrouwd en heeft drie zonen. Hij is ook voorzitter van de amateurvoetbalclub FK Nazran.

## Carrière
Moerat Zjazikov werd geboren in de West-Kirgizische stad Osj. Hij studeerde af aan de faculteit geschiedenis van de Tsjetsjeens-Ingoesjetische Staatsuniversiteit in Grozny in 1980. Twee jaar eerder was hij als student afgevaardigde tijdens het 9e Wereldfestival voor kinderen en studenten in Cuba. Hij schreef hierover het boek "onvergetelijke ontmoetingen". In totaal heeft hij ongeveer 40 publicaties op zijn naam staan over de internationale jeugdbeweging en de traditionele cultuur van de Noordelijke Kaukasus, waarvan sommige boeken ook in het buitenland zijn uitgegeven.
In 1980 begon hij te werken als instructeur voor de districtscommissie van het district Nazranovski van de partij van de Tsjetsjeens-Ingoesjetische ASSR (TsjIASSR). Van 1981 tot 1983 vervulde hij vervolgens zijn militaire dienst bij het Rode Leger en studeerde aan de school van de KGB in Minsk, die hij afrondde in 1984. Daarop werkte hij van 1984 tot 1992 op verschillende posities binnen de KGB van de TsjIASSR. Hij klom op binnen de Ingoesjetische regering en tussen 1992 en 1996 was hij vervolgens viceminister van Veiligheid, onderdirecteur van de FSB van Ingoesjetië en tegelijkertijd secretaris van de veiligheidsraad van dezelfde republiek. Tussen 1996 en 2002 was hij vice-hoofd van de FSB in de oblast Astrachan en was tegelijkertijd lid van de commissie van de Federatieraad van Rusland voor problemen in de Noordelijke Kaukasus. Aldaar kreeg hij twee medailles van dapperheid uitgereikt vanwege de -in de ogen van de Federatieraad- grote bijdrage aan de humanitaire zaak, alsook 6 medailles voor onberispelijke militaire dienst. In 2002 studeerde hij af aan het Zuid-Russische Humanitaire Instituut met als specialisatie jurisprudentie. Vanaf januari van dat jaar was hij afgevaardigde van de presidentiële vertegenwoordiger van de president van het Zuidelijk Federaal District.

## Presidentschap
Op 28 april 2002 werd hij na, door velen als oneerlijk verlopen beschouwde, verkiezingen verkozen tot president van Ingoesjetië en in juni van dat jaar tevens tot lid van de staatsraad van de Russische Federatie. Hij wordt gezien als een trouwe bondgenoot van president Vladimir Poetin en had een clan van familieleden en vertrouwelingen aangesteld op hoge posten in de republiek. Onder zijn bestuur werd de hoofdstad in juli 2003 verplaatst naar de nieuwe geplande stad Magas en werden -voornamelijk met federaal geld: 88% van het jaarlijks budget komt uit Moskou- veel projecten gestart in de republiek voor betere huisvesting, gezondheidszorg, infrastructuur (aanleg van gas-, elektriciteits- en waterleidingen naar alle plaatsen en veiligheid. Hij zorgde voor een sterke terugloop in het aantal vluchtelingen. Door de Verenigde Naties en andere humanitaire organisaties wordt zijn republiek genoemd als een positief voorbeeld van het oplossen van humanitaire problemen, al wordt door anderen gezegd dat hij nog niets heeft gedaan voor de terugkeer van de verdreven Ingoesjeten uit het Noord-Ossetische district Prigorodny. Tussen 2002 en 2006 zijn daarnaast volgens Memorial naar schatting 400 Ingoesjeten in Noord-Ossetië verdwenen door toedoen van de Ossetische afdelingen van de FSB en de MVD, waarvan velen nooit weer terug werden gevonden. Ondanks zijn projecten is verder de economie ingestort onder zijn bewind en is de corruptie gigantisch toegenomen. Het werkloosheidscijfer schommelde in 2007 tussen de 65 en 70%.
Zijn presidentschap werd ook gekenmerkt door de toenemende spanningen in de republiek als gevolg van de crisis in de buurrepubliek Tsjetsjenië en de hierboven genoemde problemen, die Zjazikov steeds meer gehaat hebben gemaakt onder de bevolking en geleid hebben tot meerdere aanslagen op hem en zijn naaste familie. Een aantal Ingoesjetische familieleden van verdwenen personen hadden zich aangesloten bij de Tsjetsjeense rebellen en werkten mee aan aanvallen op de Ingoesjetische overheid en veiligheidsdiensten.
Op 6 april 2004 raakte hij lichtgewond toen een auto met een autobom zich in zijn auto ramde in de presidentiële wagenstoet op de hoofdweg in de buurt van de stad Nazran. In juni 2004 volgde een grote aanval op de republiek, waarbij 90 doden vielen. Voor beide incidenten worden door de Ingoesjetische overheid Tsjetsjeense rebellen verantwoordelijk gehouden.
In juni 2005 werd zijn presidentschap door Poetin bevestigd voor 5 jaar. Twee jaar later, op 27 februari 2006, werd de auto van de 71-jarige schoonvader van Zjazikov en lid van de regering van de republiek, Magomed Tsjachkiev, beschoten in Nazran, waarop deze crashte en hij werd gegijzeld. Op 30 maart maakten de kidnappers hun eisen bekend voor de vrijlating: het aftreden van Zjazikov en de openbare aanklager van Ingoesjetië generaal Machmoed Ali Kalimatov. Op 1 mei 2006 werd hij bevrijd door de Ingoesjetische politie, naar verluidt zonder betaling van losgeld, maar andere bronnen spraken dat tegen. De gijzelnemers werden niet gearresteerd.
Op 23 maart 2007 werd zijn 72-jarige oom Oeroeschan Zjazikov ontvoerd in de Ingoesjetische plaats Barsoeki door 4 gewapende mannen. Op 29 maart loofde Zjazikov daarop een beloning van 2 miljoen roebel (ongeveer 57.500 euro) uit voor informatie die tot zijn terugkeer zou leiden. Op 29 juni verklaarde Zjazikov dat zijn oom nog leefde en dat er werd gewerkt aan de zaak. Een dag eerder werd de minister van Binnenlandse Zaken Beslan Chamchojev vervangen door Moesa Medov door president Poetin, naar verluidt omdat deze ontvoering "de laatste druppel" was. Volgens Kommersant was Oeroeschan de meest invloedrijke persoon binnen de Ingoesjetische regering.
In juni leidde de antipathie onder de Ingoesjetische bestuurlijke elite ten opzichte van Zjazikov tot een probleem voor hem bij de verkiezingen van het Ingoesjetische hoofd van de pro-Kremlinpartij Verenigd Rusland, toen een meerderheid zich tegen zijn kandidatuur keerde ten gunste van zijn rivaal. De verkiezingen werden toen uitgesteld. In juli zonden 21 van de 32 parlementsleden van de Ingoesjetische Doema een open brief naar verschillende Amerikaanse instellingen, waarin ze onderdrukking hekelden in de republiek, die ze vergeleken met het Russische tsaristische regime en waarbij vooral werd gewezen op de deportatie van de Ingoesjeten naar Centraal-Azië in 1944, de "primitieve en koloniale" beleidsmaatregelen die werden genomen door de Russische regering in de Noordelijke Kaukasus sinds de val van de Sovjet-Unie en de deportatie van de Ingoesjetische bevolking uit het Noord-Ossetische district Prigorodni, waarbij opgeroepen werd tot wettelijke vervolging van de schuldigen van deze etnische zuivering. Hoewel de naam van Zjazikov niet werd genoemd, werden de parlementsleden -volgens een website van de oppositie- tijdens een zitting de huid vol gescholden door hem.
In 2008 was de Ingoesjetische bevolking het meer dan beu en zetten meer dan 80.000 mensen (van de totale bevolking van 480.000) hun handtekening onder een petitie waarin president Medvedev werd opgeroepen Zjazikov te vervangen door de vroegere Ingoesjetische president en veteraan van de Afghaanse Oorlog, Roeslan Aoesjev. Op 30 oktober liet Medvedev daarop Zjazikov voorlopig vervangen door een andere oorlogsveteraan Joenoes-bek Jevkoerov. Volgens het Russische persbureau Interfax zou Zjazikov er zelf om hebben gevraagd.